# هاميلتون ريتشاردسون
هاميلتون ريتشاردسون (بالإنجليزية: Hamilton Richardson)‏ هو شخصية أعمال وسياسي أمريكي، ولد في 17 أكتوبر 1820، وتوفي في 22 سبتمبر 1906. نشط حزبياً في الحزب الجمهوري. وقد انتخب عضو جمعية ولاية ويسكونسن وانتخب عضو مجلس ولاية ويسكونسن.